# Ernesto Goñi
Ernesto Goñi (Montevidéu, 13 de janeiro de 1985) é um futebolista uruguaio que atua como Lateral-Esquerdo. Atualmente joga pelo Almería.
Em agosto de 2005, ele foi tentar a sorte no Calcio Sambenedettese da Itália, mas não teve sucesso.
Fez sua estréia na Primeira Divisão do Uruguai em 2009, pelo Racing Club de Montevidéu.
Ele é muito popular no Uruguai por causa de seu longo arremesso lateral. Ele também é um jogador muito alto para a sua posição e tem uma excelente precisão em seus passes longos para a área.

## Títulos
Racing Club
- Campeonato Uruguaio da Segunda Divisão: 2007-08

Nacional
- Copa Bimbo: 2010